# Дупліщев Михайло Іларіонович
Михайло Іларіонович Дуплі́щев (народився 16 листопада 1912, Калмик, тепер село Октябрьське Борисоглєбського району Воронезької області, Російська імперія — помер 1993) — радянський вчений у галузі конструювання та проектування ракетно-космічної техніки. Заслужений діяч науки і техніки УРСР, доктор технічних наук, професор.
Досліджував явища випромінювання і поширення світла в просторі.

## Дитинство
Народився в селянській родині Іларіона Олексійовича і Домни Фролівни Дупліщевих. Батько загинув у 1914 на російсько-німецькому фронті під містом Лодзь. Мати залишилася з трьома дітьми. Сім'я годувалася обробкою землі: сіяли просо, жито, садили картоплю. До 1923 Домна Фролівна отримувала на дітей пенсію за загиблого чоловіка — кавалера Георгіївського хреста.

## Освіта та наукові ступені
- 1937 — закінчив Сталінградський механічний інститут
- Перед німецько-радянською війною навчався на курсах підвищення кваліфікації інженерно-технічних працівників Спецпромисловості в Ленінграді.
- В 1948 зарахований слухачем Академії оборонної промисловості (Москва, Кунцево). Після закінчення Академії був залишений в дисертантурі (в той час так називалася аспірантура) для підготовки кандидатської дисертації. Керівником дисертації був Тихонравов Михайло Клавдійович — завідувач кафедри в академії (1950—1953), вчений, який займався дослідженням проблем створення ракет великої дальності, ракетних двигунів і ракет на рідкому паливі.
- У 1961 захистив докторську дисертацію.

## Трудова діяльність
До німецько-радянської війни працював на оборонних заводах (міста Зеленодольськ, Новочеркаськ).
В 1941—1945 працював в місті Пермі інженером — конструктором на оборонному заводі, брав участь у розробці та створенні самохідної установки, яка успішно громила фашистські танкові з'єднання в битві на Курській дузі.
У 1948 працював в НДІ-88, який очолював С. П. Корольов (м. Калінінград, Московської області. В даний час м. Корольов).
Після захисту кандидатської дисертації Тихонравов М. К. запропонував М. І. Дупліщева залишитися завідував кафедрою. Однак Сергій Павлович Корольов запропонував М. І. Дупліщева очолити «дочірнє» підприємство на Уралі («дочірніми» підприємствами називалися підприємства, які підпорядковувалися С. П. Корольову).
На Уралі (м. Златоуст, Челябінська область) М. І. Дупліщев очолював спеціальне конструкторское бюро (був Головним конструктором і Головним інженером). Часто їздив у відрядження до Москви до С. П. Корольова і доповідав як ідуть роботи на підприємстві.
Неодноразово бував у місті Дніпропетровськ на підприємстві, яким керував Михайло Кузьмич Янгель, котрий запропонував М. Дупліщеву переїхати в Дніпропетровськ і працювати у нього заступником. З 1955 по 1960 Дупліщев М. І. працював заступником Головного конструктора на підприємстві, яке очолював Янгель (нині ДП КБ Південне імені М. К. Янгеля). Працюючи заступником М. К. Янгеля Дупліщев М. І. керував створенням експериментальної бази для стендових випробувань агрегатів і систем виробів нової техніки.
Роботу в КБ він поєднував з роботою в ДДУ, будучи завідувачем кафедри № 1 на ФТФ ДГУ. Кафедра № 1 готувала фахівців для КБЮ. Багато випускників ФТФ стали видатними вченими, спеціалістами ракетної техніки і внесли великий внесок у розвиток ракетної техніки.
У 1960 М. Дупліщев переходить працювати в ДДУ і працює там до 1990. Будучи завідувачем кафедри він вніс вирішальний внесок у становлення кафедри та розвиток фізико-технічного факультету ДДУ.

## Наукові здобутки
М. Дупліщев — автор дев'яти монографій-підручників, понад 100 наукових робіт з питань проектування, конструювання, експериментального відпрацювання виробів ракетної техніки та 8 винаходів, які були впроваджені.
Під його керівництвом захищено 25 кандидатських дисертацій. Він був консультантом докторських дисертацій.
Поряд і паралельно з основною роботою в оборонній промисловості він займався поглибленої опрацюванням однією з кардинальних проблем фізики — проблемою випромінювання-розповсюдження світла в просторі. Своє бачення цих проблем і свої постулати він виклав у своїх монографіях-рукописах. Він прийшов до висновку, що швидкість світла не є постійною величиною і залежить від швидкості джерела світла.
Для підтвердження цих висновків необхідно було провести експериментальні дослідження. З 1974 по 1981 М. Дупліщев розробив і здійснив, за підтримки генерального директора ВО «Південмаш» А. М. Макарова оптичний експеримент, що підтверджує балістичну теорію Ньютона-Рітца випромінювання і поширення світла в просторі і те, що швидкість світла не є постійною величиною і може перевищувати 300 000 км / с.
У 1993 М. Дупліщев пішов з життя. Результати його фундаментальних оптичних експериментів вперше були опубліковані тільки в 2007 і в 2008.
Результати експериментів, проведених в центрі ядерних досліджень, також підтвердили гіпотезу про те, що швидкість світла не постійна і може перевищувати 300 000 км / с. Перевищення швидкості світла було зафіксовано і не один раз. Швидше за світло рухалися нейтрино, випущені з лабораторії в Швейцарії і спіймані в Італії — в декількох сотнях кілометрів датчиками детектора Opera (Oscillation Project with Emulsion-tRacking Apparatus) на глибині майже півтора кілометра. Швидше світла пролетіли приблизно 16 тисяч нейтрино. («Комсомольська правда в Україні», 26 вересня 2011 р.).
І хоча вчені обережно висловлювалися з цього приводу, оскільки рух зі швидкостями більше швидкості світла змусить переглянути уявлення про безліч речей у фізиці: миттєва передача сигналів, інформації, польоти до далеких зірок в недалекому майбутньому може стати реальністю.

## Відзнаки
За успішне відпрацювання виробів нової техніки в 1959 Дупліщев М. І. був нагороджений орденом «Трудового Червоного Прапора».
За великий внесок у розвиток передової науки і техніки Указом Президії Верховної Ради УРСР М. І. Дупліщева було присвоєно почесне звання Заслужений діяч науки і техніки Української РСР.
Федерація космонавтики СРСР нагородила М. І. Дупліщева медаллю ім. Академіка М. К. Янгеля.